# Semi-marathon de Béjaia
 (août 2024).
La mise en forme du texte ne suit pas les recommandations de Wikipédia : il faut le « wikifier ».
Les points d'amélioration suivants sont les cas les plus fréquents. Le détail des points à revoir est peut-être précisé sur la page de discussion.
- Les titres sont pré-formatés par le logiciel. Ils ne sont ni en capitales, ni en gras.
- Le texte ne doit pas être écrit en capitales (les noms de famille non plus), ni en gras, ni en italique, ni en « petit »…
- Le gras n'est utilisé que pour surligner le titre de l'article dans l'introduction, une seule fois.
- L'italique est rarement utilisé : mots en langue étrangère, titres d'œuvres, noms de bateaux, etc.
- Les citations ne sont pas en italique mais en corps de texte normal. Elles sont entourées par des guillemets français : « et ».
- Les listes à puces sont à éviter, des paragraphes rédigés étant largement préférés. Les tableaux sont à réserver à la présentation de données structurées (résultats, etc.).
- Les appels de note de bas de page (petits chiffres en exposant, introduits par l'outil «  Source ») sont à placer entre la fin de phrase et le point final[comme ça].
- Les liens internes (vers d'autres articles de Wikipédia) sont à choisir avec parcimonie. Créez des liens vers des articles approfondissant le sujet. Les termes génériques sans rapport avec le sujet sont à éviter, ainsi que les répétitions de liens vers un même terme.
- Les liens externes sont à placer uniquement dans une section « Liens externes », à la fin de l'article. Ces liens sont à choisir avec parcimonie suivant les règles définies. Si un lien sert de source à l'article, son insertion dans le texte est à faire par les notes de bas de page.
- La présentation des références doit suivre les conventions bibliographiques. Il est recommandé d'utiliser les modèles {{Ouvrage}}, {{Chapitre}}, {{Article}}, {{Lien web}} et/ou {{Bibliographie}}. Le mode d'édition visuel peut mettre en forme automatiquement les références.
- Insérer une infobox (cadre d'informations à droite) n'est pas obligatoire pour parachever la mise en page.

Pour une aide détaillée, merci de consulter Aide:Wikification.
Si vous pensez que ces points ont été résolus, vous pouvez retirer ce bandeau et améliorer la mise en forme d'un autre article.
 (août 2024).

Le semi-marathon de Bejaia est une épreuve de course à pied annuelle d'une distance de 21,098 kilomètres, se déroulant généralement en fin d'année dans les rues de la ville de Béjaïa en Algérie depuis 2007. Son organisation est assurée par l'Athlétic Méditerranéen Club Béjaia (AMCB).
La compétition est ouverte aux coureurs licenciés et non licenciés des deux sexes.

## Le Parcours
L’itinéraire du parcours est tracé à travers les artères de la ville de Bejaia.
Le circuit de la compétition est homologué par l’AIMS après avoir été mesuré par un expert délégué par cette Association.
Trois (3) distances sont programmées:
- 21,098 Km: Semi marathon pour athlètes âgés de 18 ans et plus
- 07 Km: Course populaire
- 03 Km: Marathoone (enfants)

Le parcours de la course 21.098km du Semi-Marathon International de la ville de Béjaia a été certifié et validé par IAAF/AIMS le 27/09/2019.

## Records
Les records du semi marathon international de Béjaia sont:
- Hommes: 1h 02' 46"
- Dames: 1h 10' 15"

## Palmarès
| Année | Vainqueur Homme                                                                      | Nationalité                                                                          | Temps                                                                                | Vainqueur Femme                                                                      | Nationalité                                                                          | Temps                                                                                |
| ----- | ------------------------------------------------------------------------------------ | ------------------------------------------------------------------------------------ | ------------------------------------------------------------------------------------ | ------------------------------------------------------------------------------------ | ------------------------------------------------------------------------------------ | ------------------------------------------------------------------------------------ |
| 2023  | Zakaria Boujheltia                                                                   | Algérie                                                                              | 01:05:01                                                                             | Souad Ait Salem                                                                      | Algérie                                                                              | 01:15:07                                                                             |
| 2022  | MOSIAKO THABANG                                                                      | Afrique du Sud                                                                       | 01:03:50                                                                             | YAMI DERA DIDA                                                                       | Éthiopie                                                                             | 01:11:17                                                                             |
| 2021  | Nabil Elhannechi                                                                     | Algérie                                                                              | 01:06:45                                                                             | Kenza Dahmani                                                                        | Algérie                                                                              | 01:19:07                                                                             |
| 2020  | Il n'y avait pas de Semi-Marathon à Béjaia en 2020 à cause du coronavirus (COVID-19) | Il n'y avait pas de Semi-Marathon à Béjaia en 2020 à cause du coronavirus (COVID-19) | Il n'y avait pas de Semi-Marathon à Béjaia en 2020 à cause du coronavirus (COVID-19) | Il n'y avait pas de Semi-Marathon à Béjaia en 2020 à cause du coronavirus (COVID-19) | Il n'y avait pas de Semi-Marathon à Béjaia en 2020 à cause du coronavirus (COVID-19) | Il n'y avait pas de Semi-Marathon à Béjaia en 2020 à cause du coronavirus (COVID-19) |
| 2019  | Joseph Kirono Kiptum                                                                 | Kenya                                                                                | 01:03:35                                                                             | MUTUA MUTHEE DAMARIS                                                                 | Bahreïn                                                                              | 01:16:03                                                                             |

## Éditions

### 2023
L'édition 2023 du semi marathon international de Béjaia a eu lieu le 01 décembre 2023. Cette édition a connu une signature de convention de partenariat entre Athletic Méditerranéen Club de Bejaïa et Algérie Télécom. Elle porte sur le sponsoring de la manifestation sportive annuelle baptisée, désormais, Semi-Marathon international de la ville de Béjaïa-Algérie Télecom.

### 2022
L'édition 2022 a connu la participation de plus de 4.600 athlètes venus de 16 pays (Kenya, Ethiopie, Afrique du Sud, Ouganda, France, etc,).

### 2021
La 15e édition du semi-marathon international de Béjaia a réuni 3000 participants, confirmant l’engouement grandissant de la population pour la course à pied et plus généralement pour le sport.

### 2020
Il n'y avait pas de Semi-Marathon à Béjaia en 2020 à cause du coronavirus (COVID-19)

### 2015
L'édition 2015 a eu lieu de Vendredi 01 mai 2015 , et a connu la participation de plus de 6020 coureurs venus de 14 pays dont l’Afrique du Sud, l’Allemagne, la Chine, l’Espagne, l’Ethiopie, le Maroc, la Somalie, le Kenya, le Liban, la France, la Tunisie, la Turquie, la Tanzanie et bien entendu l’Algérie.

### 2010
L'édition 2010 du marathon a connu la participation de pas moins de 1000 coureurs dont 25 étrangers.

### Lien Externe
- Site Officiel